# Киснорбо, Патрик
Патрик Фадио Максим Киснорбо (англ. Patrick Fabio Maxime Kisnorbo; род. 24 марта 1981[…], Мельбурн) — австралийский футболист, полузащитник, известный по выступлениям за клубы «Лестер Сити», «Мельбурн Сити» и сборную Австралии; тренер.

## Клубная карьера
Киснорбо начал карьеру в клубе «Саут Мельбурн» из своего родного города. Он выступал за команду на трёх пяти сезонов и помог ей стать чемпионом Национальной лиги.
В 2003 году Патрик перешёл в шотландский «Харт оф Мидлотиан». Он подписал контракт сроком на два года. 24 октября 2004 года в матче против «Хиберниана» Киснорбо забил свой единственный гол в шотландской Премьер-лиге. Патрик быстро адаптировался в новой команде и стал одним из её ключевых игроков. В 2004 году он помог клубу в Кубке УЕФА, забив гол в поединке против португальской «Браги».
В 2005 году Киснорбо перешёл в английский «Лестер Сити» из Чемпионшипа. С Патриком был подписан полугодовой контракт до конца года. 15 октября в поединке против «Уотфорда» он забил свой первый гол за «лис». После удачных выступлений за «Лестер» и окончания краткосрочного соглашения, Киснорбо хотел подписать «Уиган Атлетик», но руководство «лис» сумело продлить контракт на три года на более выгодных условиях. За четыре сезона Патрик провёл более ста матчей за клуб.
Летом 2009 года он перешёл в «Лидс Юнайтед», подписав двухлетний контракт. 8 августа в матче против «Эксетер Сити» Патрик дебютировал за новую команду. 24 октября в поединке против «Миллуолла» Киснорбо забил свой первый гол за «Лидс». В начале 2013 года на правах аренды он выступал за «Ипсвич Таун».
В сентябре того же года Киснорбо вернулся на родину, где подписал однолетний контракт с «Мельбурн Харт». 12 октября в поединке против «Мельбурн Виктори» он дебютировал в Эй-лиге. 25 января 2014 года в матче против «Аделаида Юнайтед» Патрик забил свой первый гол за новый клуб. 1 мая 2016 года Киснорбо объявил о завершении карьеры и занял пост тренера юношеской команды «Мельбурн Сити».

## Международная карьера
В 2001 году Киснорбо выступал на молодёжном чемпионате мира в Аргентине.
В 2004 году Патрик стал обладателем Кубка наций ОФК.
В 2007 году он принял участие в Кубке Азии. На турнире Киснорбо сыграл в матчах против команд Омана и Ирака.

### Голы за сборную Австралии
| #   | Дата            | Место                                          | Противник        | Счёт | Результат | Соревнование      |
| --- | --------------- | ---------------------------------------------- | ---------------- | ---- | --------- | ----------------- |
| 01. | 5 сентября 2009 | Сеул Уорлд Кап Стэдиум, Сеул, Республика Корея | Республика Корея | 2:1  | 3:1       | Товарищеский матч |

## Тренерская карьера
3 сентября 2020 года Киснорбо был назначен главным тренером «Мельбурн Сити».

## Достижения
«Саут Мельбурн»
- Национальная футбольная лига — 2000/01

«Лестер Сити»
- Первая Футбольная лига — 2008/09

Австралия
- Кубок наций ОФК — 2004
- Кубок наций ОФК — 2002